# Cladura shomio
Cladura shomio är en tvåvingeart som beskrevs av Alexander 1955. Cladura shomio ingår i släktet Cladura och familjen småharkrankar. Inga underarter finns listade i Catalogue of Life.